# 突泉県
突泉県（とつせん-けん）は、中華人民共和国内モンゴル自治区ヒンガン盟に位置する県。
地下水などの資源があるが、雨量は平均しておらず、もともと牧畜を主としていた。漢族の大量移民後、乾燥地農業が主となった。栽培業、林業、草産業、水産などが多い。この他鉱産開発は石炭が主。

## 行政区画
6バルガス（鎮）、3郷を管轄：
- 鎮：突泉鎮、六戸鎮、ジューン・ドロルジ・バルガス（東杜爾基鎮）、永安鎮、水泉鎮、宝石鎮
- 郷：学田郷、九竜郷、太平郷

## 交通

### 道路
- 高速道路
  -  集阿高速道路（中国語版）
- 国道
  -  G111国道（中国語版）